# Curali, Çayıralan
Curali là một thị trấn thuộc huyện Çayıralan, tỉnh Yozgat, Thổ Nhĩ Kỳ. Dân số thời điểm năm 2010 là 1.731 người.